# Адронна епоха
У фізичній космології адронна епоха, або епоха адронів — це період в еволюції раннього Всесвіту, протягом якого в масі Всесвіту домінували адрони. Вона почалась приблизно на 10−6 секунди після Великого вибуху, коли температура Всесвіту спала достатньо, щоб дозволити кваркам з попередньої кваркової епохи сполучатися в адрони.  Початково температура була досить високою, щоб утворювалися пари адрон/антиадрон, що утримувало матерію й антиматерію в термальній рівновазі. Однак, разом зі зниженням температури Всесвіту, пари адрон/антиадрон припинили з'являтися. Більшість адронів та антиадронів після цього взаємно анігілювали, після чого зберігся лише невеликий залишок адронів. Руйнування антиадронів завершилося до першої секунди після Великого вибуху, коли почалася наступна, лептонна епоха.